# Ferrosilicium
Ferrosilicium ist eine Vorlegierung für die Herstellung von Stahl und Gusseisen, ebenfalls ist es ein Vorprodukt zur Herstellung von Trichlorsilan und somit eine Vorstufe zur Herstellung von hochreinem Silicium für den Photovoltaik- und Halbleitermarkt.

## Verwendung

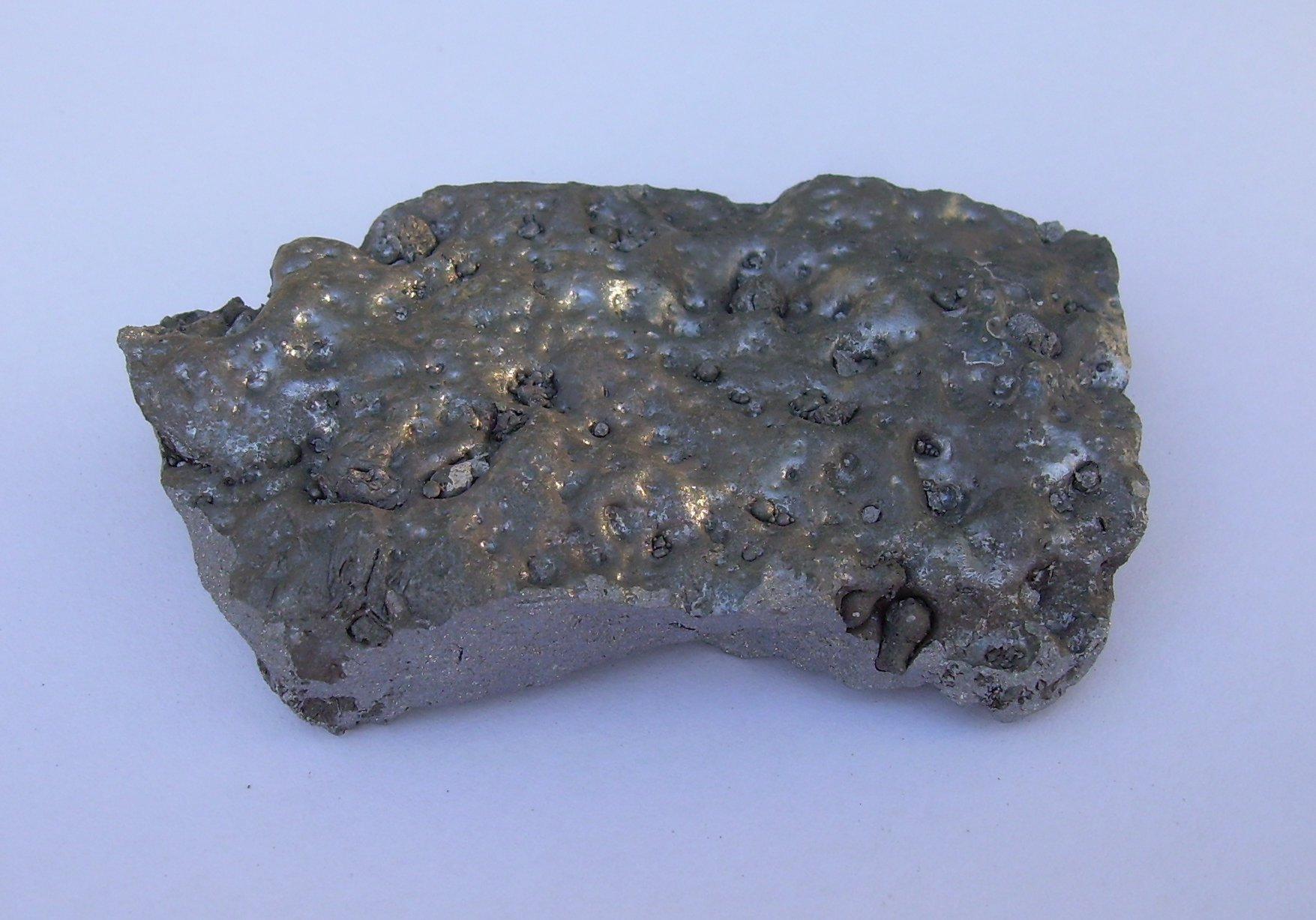
Ferrosilicium

Ferrosilicium findet eine breite Verwendung in der Eisenmetallurgie. Bei der Stahlherstellung wird es wie Calciumsilicid wegen der hohen Affinität des Silicium zum Sauerstoff als Desoxidationsmittel (Reduktionsmittel) eingesetzt. Es dient außerdem zur Metallgewinnung (z. B. für Ferrochrom) und für silicothermische Prozesse. Weiterhin wird es zur Legierung für die Erzeugung von Elektroblechen und hitzebeständigem Stahl verwendet. 
Noch wichtiger ist Ferrosilicium in der Gusseisenmetallurgie. Hier wird es zur Herstellung von Vorlegierungen für die Behandlung (Modifizierung) von Schmelzen für Gusseisen mit Kugelgraphit benutzt. Diese Vorlegierungen enthalten 3 bis 40 % Magnesium und weitere Zusätze aus der Familie der Metalle der Seltenen Erden. Ferrosilicium ist auch die Basis für Herstellung von Impfmitteln, welche zur Steuerung des Erstarrungsprozesses durch Erhöhung der Keimzahl in der Schmelze dienen.
Zudem wird Ferrosilicium als Reduktionsmittel zur Gewinnung von Metallen, z. B. Magnesium, aus deren Oxiden eingesetzt.

## Herstellung
Ferrosilicium ist ein Derivatprodukt aus dem Elektroschmelzprozess von Normalkorund. Als weiteres Nebenprodukt fällt Microsilica für die Bauindustrie an, beispielsweise bei Hochfestem Beton. Ferrosilicium mit einem Siliciumgehalt von 9 % bis 16 % wird im Hochofen aus Eisenerz und Quarz hergestellt. Ferrosilicium mit höherem Siliciumgehalt wird aus Quarz, Stahlschrott und Koks bzw. Holzkohle im Elektroniederschachtofen gewonnen. Marktübliche Ferrosilicium-Sorten enthalten annähernd 15 %, 45 %, 75 % oder 90 % Silicium, der Rest ist jeweils Eisen.

## Eigenschaften
Die Dichte und der Schmelzpunkt von Ferrosilicium sind stark vom Siliciumgehalt abhängig. Je höher der Si-Gehalt ist, desto niedriger sind Schmelzpunkt und Dichte der Legierung.